# آلن شوگرت
آلن شوگرت، (به انگلیسی: Alan Shugart) (زاده ۲۷ سپتامبر ۱۹۳۰ - درگذشته ۱۲ دسامبر ۲۰۰۶) کارآفرین، بازرگان و مدیر ارشد اجرایی آمریکایی بود، که در سال ۱۹۷۹ شرکت سیگیت را تأسیس نمود. وی پس از فارغ‌التحصیلی از دانشگاه ردلندز به شرکت آی بی ام پیوست و پس از آن شرکت سیگیت را پایه‌گذاری نمود.